# Tommy Shanks
Thomas "Tommy" Shanks (30 de març de 1880 - de març de 1919) fou un futbolista irlandès de la dècada de 1900.
Fou 3 cops internacional amb la selecció d'Irlanda.
Pel que fa a clubs, defensà els colors de Derby County FC, Brentford FC, Woolwich Arsenal i Leicester Fosse FC.